# Мирецкий, Казимеж
Казимеж Мирецкий (пол. Kazimierz Mirecki; 16 мая 1830, Генуя — 25 октября 1911, Краков) — польский художник. Сын Францишека Мирецкого.
В 1839 г. вместе с семьёй вернулся в Польшу и поступил в школу живописи и рисунка при Ягеллонском университете в класс художника Войцеха Статлера. Окончив занятия в 1852 г., уехал за границу и до 1866 г. работал, в основном, в Брюсселе. Вернувшись в Польшу, обосновался в Закопане, написал в Татрах много пейзажей и портретов местных жителей. После 1879 г. жил в Варшаве.
Автор картин на исторические и религиозные темы, зарисовок из деревенской жизни. В 1886 г. опубликовал «Альбом прекрасных варшавянок» (пол. Album pięknych warszawianek). Графика Мирецкого печаталась в ведущих польских журналах, в том числе в «Друге народа».